# Hendrick ten Oever

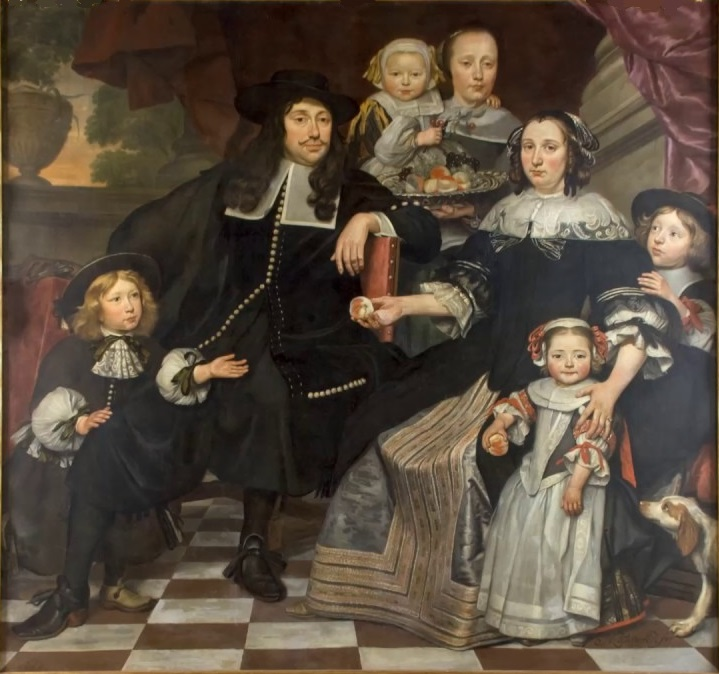
Hendrick ten Oever: Familienbildnis auf einer Terrasse, 1669

Hendrick ten Oever (geboren 1639 in Zwolle; gestorben 1716 ebenda) war ein niederländischer Maler.

## Leben und Werk
Hendrick ten Oever kam 1639 als Sohn von David ten Oever und seiner Frau Marijke, geborene Molkenbuer, in Zwolle zur Welt. Das genauer Geburtsdatum von Hendrick ten Oever ist unbekannt; seine Taufe fand am 11. April 1639 statt. Sein frühestes bekanntes Gemälde, das Bildnis des Rabo Herman Schele, schuf er 1657 im Alter von etwa 18 Jahren. Hierin ist deutlich der Einfluss der Malerin Eva van Marle erkennbar. 1659 zog er nach Amsterdam, wo er Schüler von Cornelis de Bie und möglicherweise von Pieter de Hooch wurde. Ab 1665 lebte ten Oever wieder in Zwolle, wo er ein Haus in der Sassenstraat bewohnte. 1675 heiratete er Geertruidt van der Horst. Aus dieser Ehe gingen vier Kinder hervor.
Das Werk von Hendrick ten Oever steht unter dem Einfluss von Rembrandt van Rijn und des aus Zwolle stammenden Gerard ter Borch. Dies wird besonders deutlich in seinem Gruppenporträt mit Predigern aus Zwolle (Regenten oder Kerkeesters) in der Sint-Michaëlskerk. Darüber hinaus entstehen eine Reihen von Bildnissen und einige Landschaftsansichten. Er starb 1716 in Zwolle und wurde am 15. Juni des Jahres in der Sint-Michaëlskerk bestattet.

## Werke
- Landschaft mit Kanal und badenden Figuren, University of Edinburgh
- Landschaft mit Kuhherde auf einem Sandweg, Rijksmuseum Twenthe, Enschede
- Badende Knaben in einem Fluss, Museum aan het Vrijthof, Maastricht
- Landschaft bei Zwolle, Stedelijk Museum Zwolle
- Ansicht der Herengracht an der Warmoesstraat in Amsterdam, Mauritshuis, Den Haag
- Landschaft mit Bäuerin und Vieh, Stedelijk Museum Zwolle
- Landschaft mit Hirten auf einem Pferd und Vieh an einer Tränke, Rijksmuseum Twenthe, Enschede
- Schäfer an einer Ruine im Wald, Museum Bredius, Den Haag
- Jagdstillleben mit Vögeln, Stedelijk Museum Zwolle
- Gruppenporträt mit Predigern aus Zwolle, Sint-Michaëlskerk, Zwolle
- Bildnis des Joannes Vollehove, Stedelijk Museum Zwolle
- Bildnis des Rabo Herman Schele, Stedelijk Museum Zwolle
- Bildnis des Baron van Lynden, Stedelijk Museum Zwolle
- Bildnis des Barend Hakvoort, Museum Catharijneconvent, Utrecht
- Familienporträt, Rijksmuseum Amsterdam
- Familienporträt, Stedelijk Museum Zwolle
- Gruppenporträt mit drei Kindern auch Kinder der Familie Sloet, Stedelijk Museum Zwolle
- Porträt einer unbekannten Frau, Nationalmuseum Warschau
- Bildnis des Melle Alberda, Menkemaborg, Uithuizen
- Das geschlachtete Schwein, Stedelijk Museum Zwolle

## Links
- Hendrik ten Oever (1639–1716) wieiswieinoverijssel.nl (niederländisch)
- Hendrick ten Oever auf biografischportaal.nl (niederländisch)
- Hendrick ten Oever beim RKD – Nederlands Instituut voor Kunstgeschiedenis (niederländisch)

| Personendaten    | Personendaten          |
| ---------------- | ---------------------- |
| NAME             | Oever, Hendrick ten    |
| KURZBESCHREIBUNG | niederländischer Maler |
| GEBURTSDATUM     | 1639                   |
| GEBURTSORT       | Zwolle                 |
| STERBEDATUM      | 1716                   |
| STERBEORT        | Zwolle                 |